# 马努阿群岛
马努阿群岛（英語：Manu'a Islands）是美属萨摩亚的一部分，位于图图伊拉岛以东110公里，包含三个主要岛屿：塔乌岛（Taʻu）、奥富岛（Ofu）、奥洛塞加岛（Olosega）

## 人口
与世界其他地方相反，该群岛的人口逐年下降。1930年代，美属萨摩亚20%的人口居住在马努阿群岛，1980年代，只有6%居住。2020年時，島上有人口約832人。经济上机会少，年轻人对图图伊拉岛现代生活的向往是移民的主要原因。